# La Perla (Córdoba)
La Perla es un barrio ubicado en el Departamento Santa María de la Provincia de Córdoba. Se halla sobre la Ruta Nacional 20, y depende administrativamente del municipio de Malagueño, de cuyo centro urbano dista unos 2 kilómetros al norte.
En La Perla funcionó un centro clandestino de detención, conocida como Perla Chica durante la dictadura autodenominada Proceso de Reorganización Nacional, hoy convertida en museo de la memoria. En la localidad existe un predio de la Sociedad Rural de Córdoba.